# Melvin Hulse
Melvin Hulse(ur. 1947, zm. 6 kwietnia 2022) – belizeński polityk, członek Zjednoczonej Partii Demokratycznej, poseł z okręgu Stann Creek West i minister transportu, komunikacji, gospodarki komunalnej i zarządzania kryzysowego w latach 2008-2012.

## Życiorys
Związał się ze Zjednoczoną Partią Demokratyczną i z jej ramienia kandydował do parlamentu.
7 lutego 2008 wygrał wybory parlamentarne w okręgu Stann Creek West zdobywając 3210 głosów. Został członkiem Izby Reprezentantów, po pokonaniu Rodwella Fergusona z PUP stosunkiem głosów: 56,6% do 41.99%.
14 lutego premier Dean Barrow powołał go do swojego rządu na stanowisko ministra transportu, komunikacji, gospodarki komunalnej i zarządzania kryzysowego.
W kolejnych wyborach 7 marca 2012 Melvin Hulse bez powodzenia ubiegał się o reelekcję w okręgu Stann Creek West, w którym przegrał z politykiem PUP: Rodwellem Fergusonem, stosunkiem głosów: 44,06% do 53,44%.